# Pectinocallimus
Pectinocallimus is een kevergeslacht uit de familie van de boktorren (Cerambycidae). De wetenschappelijke naam van het geslacht werd voor het eerst geldig gepubliceerd in 1989 door Niisato.

## Soorten
Pectinocallimus omvat de volgende soorten:
- Pectinocallimus befui Niisato, 2012
- Pectinocallimus malayanus Niisato, 2012
- Pectinocallimus sericeus Niisato, 1989